# Morgan, un caso clínico
Morgan, un caso clínico —también llamada Morgan!— es una película británica de comedia de 1966. Fue dirigida por Karel Reisz, escrita por David Mercer y basado en su propio guion para la televisión titulado Suitable Case for Treatment, y protagonizada por David Warner, Vanessa Redgrave y Robert Stephens. 
Narra la historia de Morgan, un artista frustrado casado con una mujer de la alta sociedad y que profesa ideas comunistas. Ella no lo quiere y quiere divorciarse, por lo cual Morgan intentará hasta lo imposible para retenerla a su lado. Su intento resultará en una serie de situaciones bizarras que evidenciaran un posible problema de conducta. La cinta le dio a Vanessa Redgrave el premio a la mejor intérprete en el Festival de Cine de Cannes y su primera nominación al Óscar.

## Reparto
- David Warner como Morgan Delt.
- Vanessa Redgrave como Leonie Delt.
- Robert Stephens como Charles Napier.
- Irene Handl como Sra. Delt
- Bernard Bresslaw como policía.
- Arthur Mullard como Wally.
- Newton Blick como Sr. Henderson
- Nan Munro como Sra. Henderson.
- Peter Collingwood como Geoffrey.
- Graham Crowden como Counsel.
- John Garrie como Tipstaff.
- John Rae como el juez.